# Sokrushitelny (1939)
El destructor Sokrushitelny (en ruso: Сокрушительный, lit. 'Abrumador') fue uno de los destructores de la clase Gnevny (oficialmente conocido como Proyecto 7) construidos para la Armada Soviética a finales de la década de 1930. Completado en 1939, Inicialmente fue asignado a la Flota del Báltico antes de ser transferido a la Flota del Norte a finales de 1939. Después de la invasión alemana de la Unión Soviética en junio de 1941, el barco colocó varios campos de minas en los mares Blanco y de Barents. El Sokrushitelny pasó la mayor parte de su servicio escoltando a los convoyes árticos, dirigidos por los británicos para proporcionar armas y suministros a los soviéticos, o proporcionando apoyo de fuego naval a las tropas soviéticas a lo largo de la costa ártica. El barco solo disparó contra un barco alemán una vez, mientras defendía el Convoy QP 13 a principios de 1942. Mientras escoltaba al Convoy QP 15 en noviembre, se hundió durante una fuerte tormenta después de partirse por la mitad. La mayor parte de su tripulación fue rescatada por otros destructores enviados en su ayuda, aunque se perdieron 52 tripulantes. 

## Diseño y descripción
Después de construir los destructores de clase Leningrado, grandes y costosos de 40 nudos (74 km/h), la Armada soviética buscó la asistencia técnica de Italia para diseñar destructores más pequeños y más baratos. Obtuvieron la licencia de los planos de los destructores italianos de la clase Folgore y, al modificarlos para sus propósitos, sobrecargaron un diseño que ya era algo poco estable.
Los destructores de la clase Gnevnys tenían una eslora total de 112,8 metros, una manga de 10,2 metros y un calado de 4,8 metros a toda carga. Los buques tenían un sobrepeso significativo, casi 200 toneladas más pesados de lo diseñado, desplazando 1612 toneladas con carga estándar y 2039 toneladas a toda carga. Su tripulación constaba de 197 oficiales y marineros en tiempo de paz y 236 en tiempo de guerra.
Los buques contaban con un par de turbinas de vapor con engranajes, cada una impulsaba una hélice, capaz de producir 48,000 caballos de fuerza en el eje (36,000 kW) usando vapor de tres calderas de tubos de agua que estaba destinado a darles una velocidad máxima de 37 nudos (69 km/h). Los diseñadores habían sido conservadores al calificar las turbinas y muchos, pero no todos, los buques excedieron fácilmente su velocidad diseñada durante sus pruebas de mar. Las variaciones en la capacidad de fueloil significaron que el alcance de los destructores de la clase Gnevny variaba entre 1670 y 3145 millas náuticas (3093 a 5825 km; 1922 a 3619 millas) a 19 nudos (35 km/h). El propio Steregushchy demostró tener un alcance de 2500 millas náuticas (4600 km) a esa velocidad. 
Tal y como estaban construidos, los buques de la clase Gnevny montaban cuatro cañones B-13 de 130 mm en dos pares de monturas individuales superfuego a proa y popa de la superestructura. La defensa antiaérea corría a cargo de un par de cañones 34-K AA de 76,2 mm en monturas individuales y un par de cañones AA 21 K de 45 mm, así como dos ametralladoras AA DK o DShK de 12,7 mm. Así mismo, llevaban seis tubos lanzatorpedos de 533 mm en dos montajes triples giratorios; cada tubo estaba provisto de una recarga. Los buques también podrían transportar un máximo de 60 o 95 minas y 25 cargas de profundidad. Fueron equipados con un juego de hidrófonos Marte para la guerra antisubmarina, aunque eran inútiles a velocidades superiores a tres nudos (5,6 km/h). Los buques estaban equipados con dos paravanes K-1 destinados a destruir minas y un par de lanzadores de cargas de profundidad.

## Historial de combate
Cosntruido en Leningrado en el Astillero N.º 189 (Ordzhonikidze) con el número de astillero 292, se inició su construcción el 29 de octubre de 1936, botado el 23 de agosto de 1937, y asignado el 13 de agosto de 1939. Inicialmente fue asignado a la Flota del Báltico, aunaque en noviembre fue transferido a la Flota del Norte y nuevamente reacondicionado en Molotovsk entre el 18 de julio de 1940 y el 4 de julio de 1941. En su nuevo destino fue asignado a la 1.ª División de Destructores de la flota. El Sokrushitelny, junto con su buque gemelo el Grozny y el buque minador Kanin, ayudaron a colocar 275 minas el 23-24 de julio en la entrada del Mar Blanco. El barco se reunió con el minador británico HMS Adventure el 31 de julio en el mar de Barents y lo escoltó a Arcángel. Del 10 al 18 de agosto, el Sokrushitelny escoltó convoyes a lo largo de la costa de Karelia. Junto con el Grozny, escoltó barcos llenos de evacuados desde la isla ártica de Spitzbergen a través del Mar Blanco hasta Arcángel del 23 al 24 de agosto; una semana después, el Sokrushitelny, el Grozny y los destructores Valerian Kuybyshev y Uritsky escoltaron el primer convoy de suministros desde Gran Bretaña hasta el mismo destino. Del 10 al 15 de septiembre, el Sokrushitelny y sus gemelos de la 1.ª División de Destructores, que además incluían los destructores Grozny, Gremyashchy y Gromky, colocaron un par de campos de minas en la península de Ribachi utilizando minas británicas entregadas por el Adventure.
El 24 de octubre, el barco bombardeó posiciones alemanas cerca del río Zapadnaya Litsa con 114 proyectiles de sus cañones de 130 mm. El 29 de octubre chocó contra el dragaminas T-896 en la bahía de Kola y estuvo en reparación durante cinco días. Posteriormente, bombardeó a las tropas alemanas los días 6, 9, 16 y 18 de noviembre, disparando un total de 435 proyectiles con su armamente principal. El barco fue asignado a la escolta cercana del Convoy PQ 3 el 23 de noviembre. Reanudó el bombardeo de posiciones alemanas entre el 26 y el 30 de noviembre, disparando 985 proyectiles en cuatro días. Acompañado por los destructores soviéticos Sokrushitelny y Grozny, el crucero pesado británico HMS Kent zarpó el 17 de diciembre en un intento fallido de interceptar a la octava flotilla de destructores alemana que se había enfrentado a dos dragaminas británicos que intentaban reunirse con el convoy PQ 6. El 31 de diciembre y el 1 de enero de 1942, el Sokrushitelny disparó cien proyectiles de 130 mm cada día contra las posiciones alemanas cerca del golfo de Motovski.
El Sokrushitelny y el Gremyashchy escoltaron al Convoy PQ 8 hasta la bahía de Kola el 20 de enero y luego formaron parte de la escolta del Convoy QP 6 del 24 al 28 de enero. El Sokrushitelny se reacondicionó del 20 de febrero al 25 de marzo. El mismo par de destructores fue enviado para escoltar al Convoy PQ 13 cuatro días después. Más tarde, ese mismo día, el convoy fue atacado por tres destructores de la octava flotilla de destructores. El Sokrushitelny se enfrentó brevemente al destructor alemán Z26, reclamando al menos un impacto, el buque alemán fue posteriormente hundido por un destructor británico. Del 10 al 12 de abril, ambos buques gemelos escoltaron al Convoy QP 10 de regreso a casa y luego al Convoy PQ 14 entrante del 17 al 19 de abril. Formaron la escolta local del Convoy QP 11 del 28 al 30 de abril. Después de que el crucero ligero HMS Edinburgh fuera torpedeado por un submarino alemán el 30 de abril, cambiaron de rumbo para brindarle asistencia. Los destructores se vieron obligados a regresar a puerto para repostar combustible el 1 de mayo y hacerse a la mar nuevamente en la mañana del día siguiente, pero regresaron a la base cuando recibieron la noticia de que el Edimburgo ya se había hundido. El 10 de mayo, el Sokrushitelny bombardeó posiciones alemanas cerca del río Zapadnaya Litsa. Escoltó al Convoy QP 12 del 21 al 23 de mayo y luego ayudó a escoltar al Convoy PQ 16 del 28 al 30 de mayo.
El buque buscó sin éxito barcos del Convoy PQ 17 después de que este recibiera órdenes del Almirantazgo británico para que se dispersara. El 10 de julio, el aparato de gobierno y los telémetros del Sokrushitelny fueron dañados por fragmentos de varias explosiones cercanas de los bombarderos alemanes. Después de las reparaciones, se reunió con los barcos aliados el 23 de agosto con suministros para un par de escuadrones de bombarderos torpederos británicos que estaban destinados a operar en Carelia. Del 17 al 20 de septiembre, el buque fue uno de los escoltas locales del Convoy PQ 18. Al mes siguiente, El Sokrushitelny escoltó un carguero desde Iokanga a Arcángel del 4 al 7 de noviembre y escoltó al Convoy QP 15 del 17 al 20 de noviembre. Una fuerte tormenta se desató el día 20 y cortó su popa, matando a seis hombres. Los destructores Valerian Kuybyshev, Uritsky y su gemelo el Razumny fueron enviados en su ayuda y pudieron rescatar a 191 hombres, aunque 30 marineros murieron durante las operaciones de rescate. Con poco combustible, se vieron obligados a partir el 21 de noviembre, dejando el buque a la deriva, después de su partida, con una tripulación mínima de 16 hombres. La mayoría de los oficiales abandonaron el barco antes que los tripulantes; el capitán fue fusilado por cobardía y el oficial ejecutivo fue enviado a un batallón penal.